# Nesodynerus sociabilis
Nesodynerus sociabilis är en stekelart som först beskrevs av Perkins.  Nesodynerus sociabilis ingår i släktet Nesodynerus och familjen Eumenidae. Inga underarter finns listade i Catalogue of Life.